# Pierre de folie

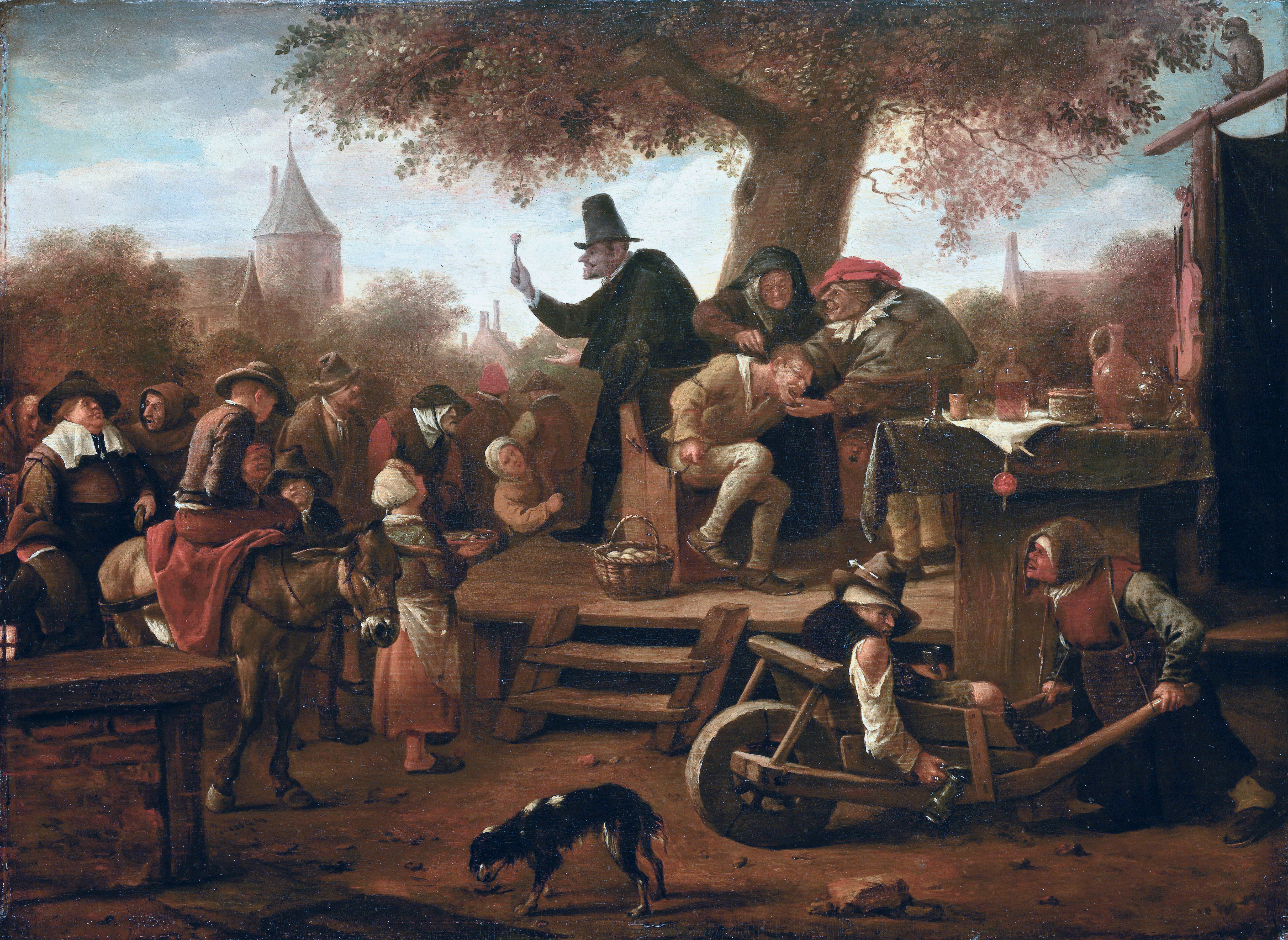
Tableau Le Charlatan de Jan Steen (1625/1626–1679).

Au Moyen Âge, la pierre de folie était une pierre supposée être dans le crâne et qui serait la cause de la folie. Son extraction était censée guérir les fous. Durant les XVIe et XVIIe siècles, le recours à la trépanation était fréquent pour cette extraction. Cet acte était pratiqué par de nombreux charlatans et amateurs de tours de passe-passe.

## Présentation
L'opération de la pierre de folie (ou pierre de tête) était très fréquente au Moyen Âge puis durant les XVIe siècle et XVIIe siècle en Europe occidentale, son extraction étant censée guérir de la folie.
La tradition populaire tenait pour réel qu'une pierre pouvait être  responsable de la folie et que son siège se situait dans le cerveau de l'aliéné. Une intervention chirurgicale consistait alors à percer le crâne de la personne considérée comme folle pour en extraire cette pierre.
Jusqu'au milieu du XVIIe siècle, les « tailleurs de pierre », appartenant à la guilde des barbiers, parcouraient les pays, faisant croire aux plus crédules et aux plus superstitieux que leurs connaissances en magie et leur habileté permettaient de retirer cette pierre, qui était en fait ajoutée au dernier moment grâce à un habile tour de passe-passe.

## Déroulement de l'intervention
L'acte médical, attesté par plusieurs œuvres picturales, consistait à appliquer un cautère après avoir ouvert une plaie à l'endroit ou était censée se situer la maladie. Lorsqu'une suppuration se développait, le praticien pensait que cette évacuation n'était autre que le mal s'écoulant de la plaie.

## Dans les arts

### En peinture
Plusieurs tableaux datant du XVIe siècle et du XVIIe siècle représentent ces opérations, dont La Lithotomie (ou Cure de folie) de Jérôme Bosch, qui date de 1494-1495. Le tableau Le charlatan de Jan Steen, plus récent, remonte aux années 1650-1660.

Quelques représentations picturales de l'extraction de la pierre de folie
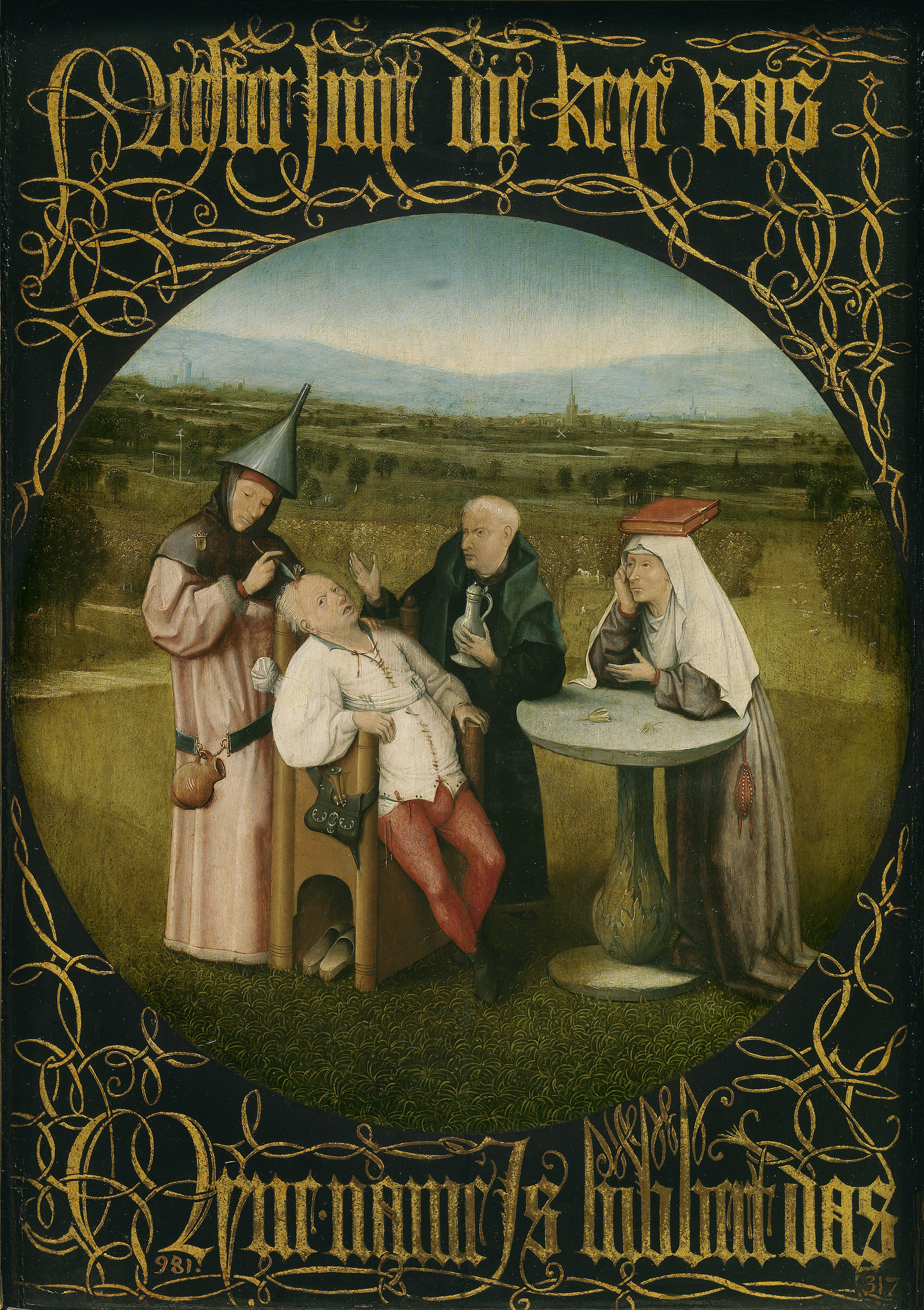
Hieronymus Bosch, L’Extraction de la pierre de folie. Musée du Prado, Madrid.
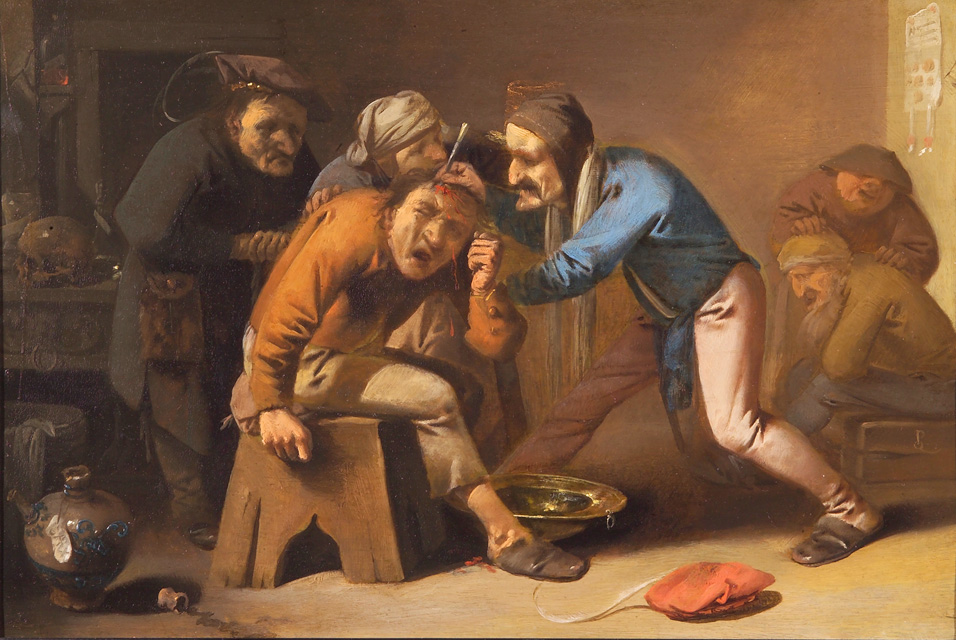
Pieter Jansz Quast, Die Steinoperation, vers 1630.
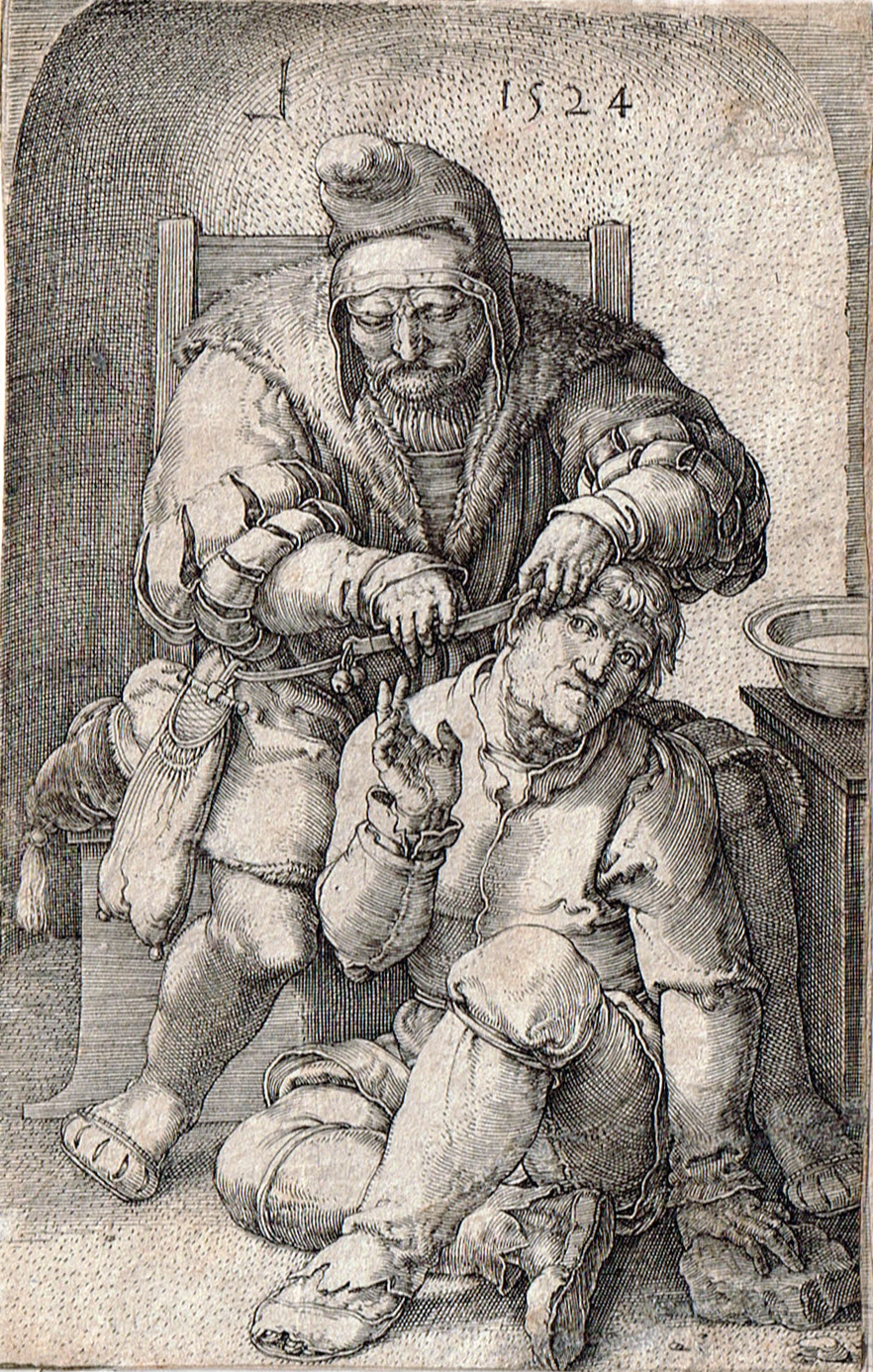
Lucas van Leyden, De Chirurgijn, 1524. Musée Møhlmann, Rotterdam.
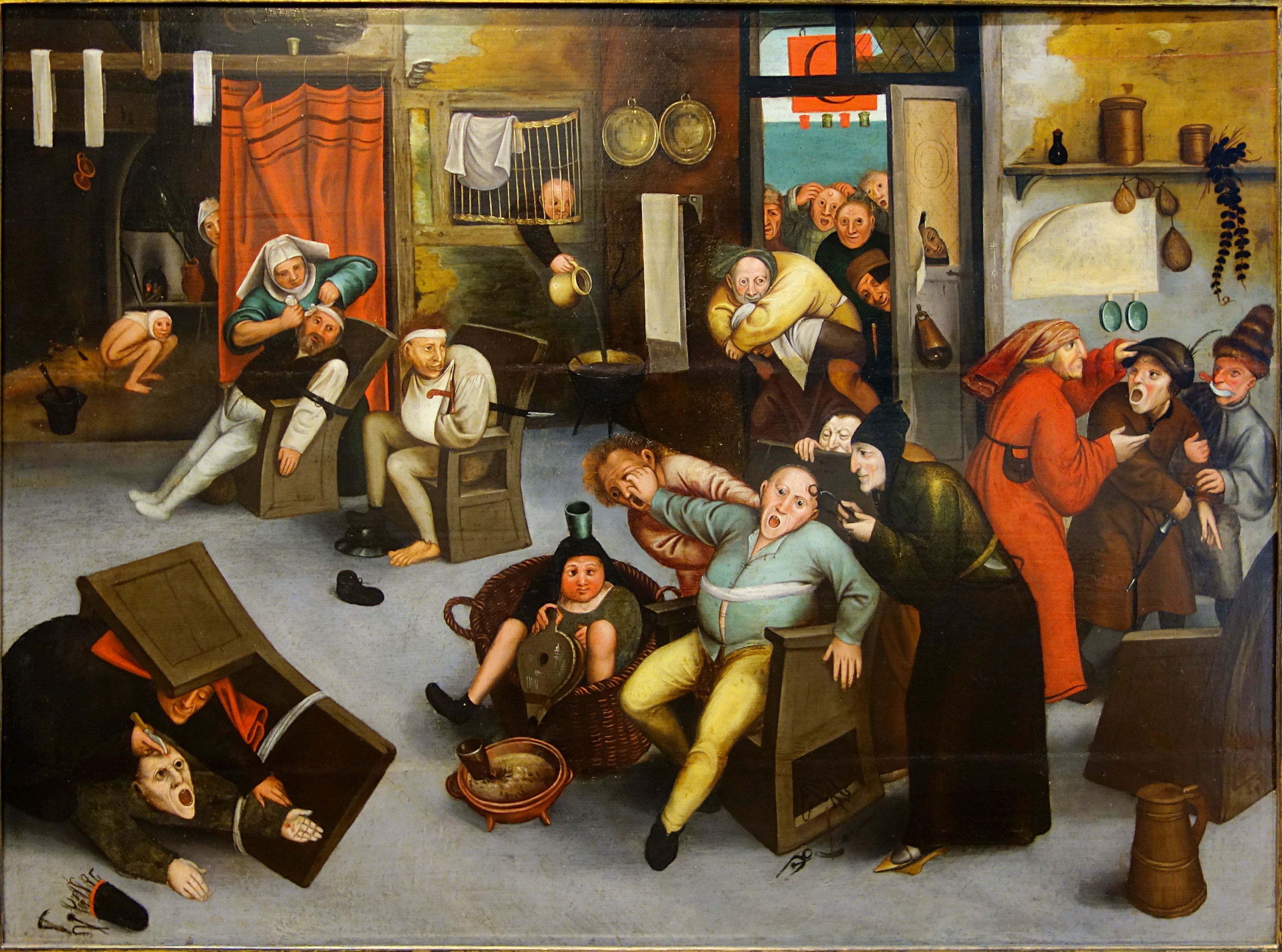
L'Excision de la Pierre de Folie, d’après Pieter Brueghel l'Ancien, vers 1597.
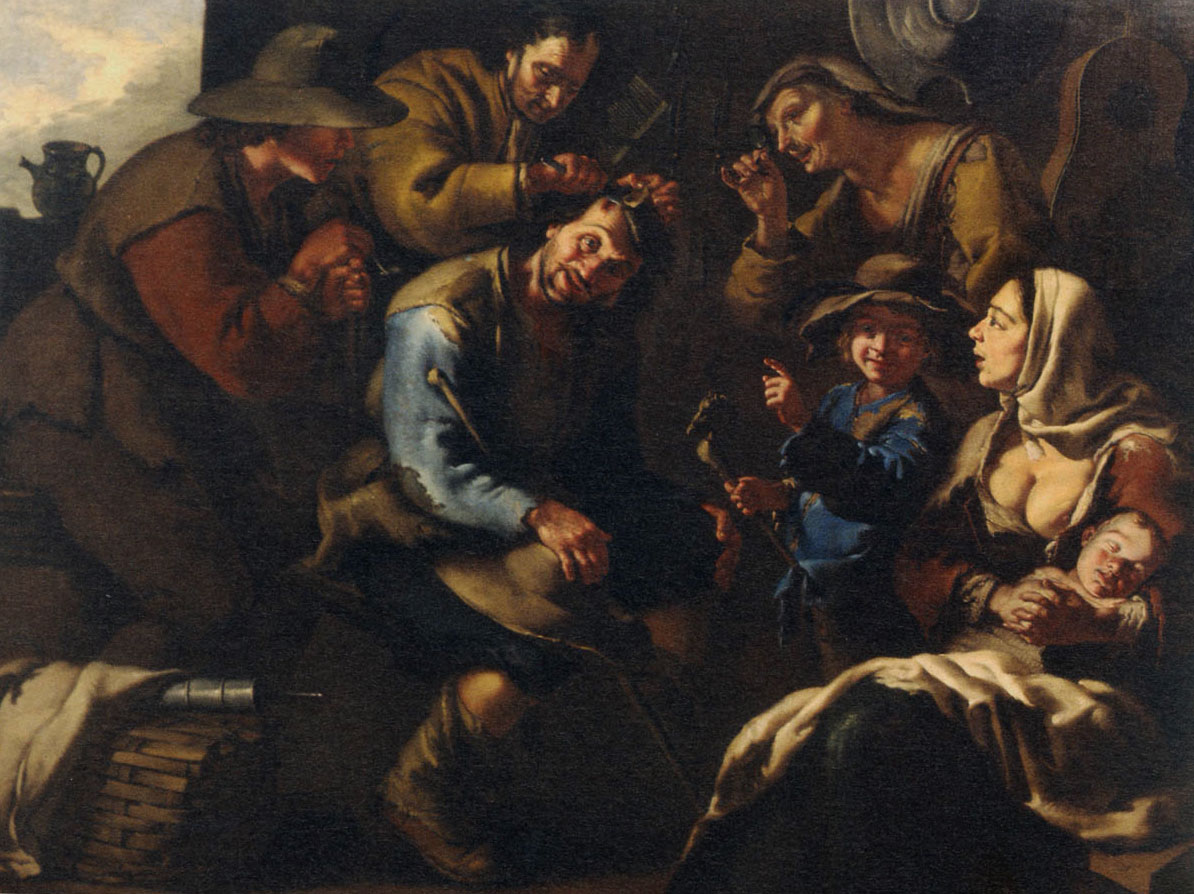
L’Excision de la pierre de folie par Giacomo Francesco Cipper, dit « Il Todeschini » (1664-1736).
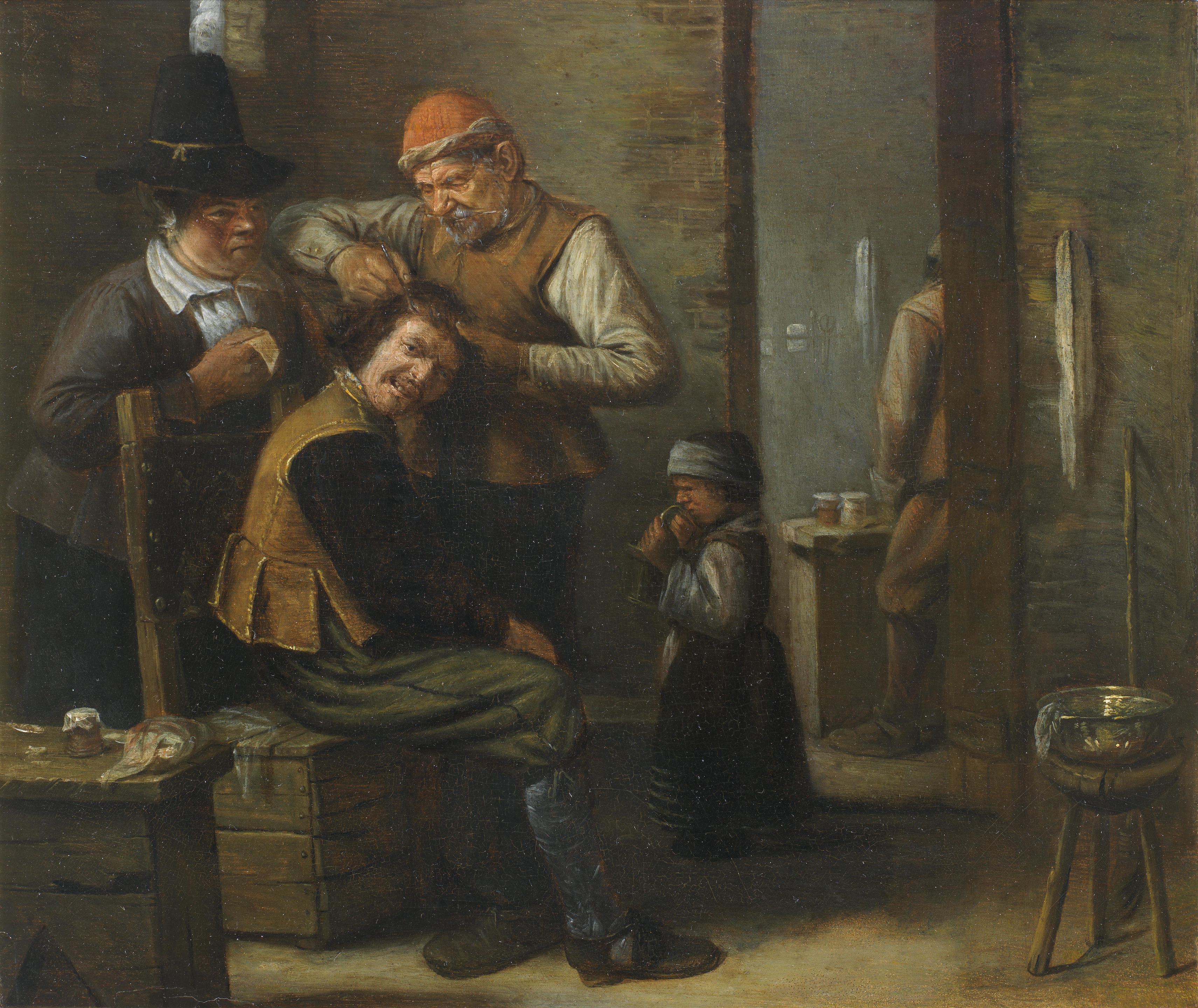
Extraction de la pierre de folie, attribué à Josse van Craesbeeck (vers 1605–vers 1654/1661).

### Au cinéma
- Le court-métrage de 2002 (mais sorti en salle en 2008), réalisé par Jesse Rosenweet, intitulé  La pierre de folie, évoque l'histoire d'un médecin du Moyen Âge qui examine puis opère un patient pour lui retirer une pierre qui provoque sa folie[6]. Ce film a reçu le Prix du Jury du court métrage au Festival de Cannes 2002[7].

### Dans la bande dessinée
- La Pierre de folie est le quatrième album de la série de bandes dessinées Balade au bout du monde de Laurent Vicomte et Pierre Makyo[8].

### Dans la littérature

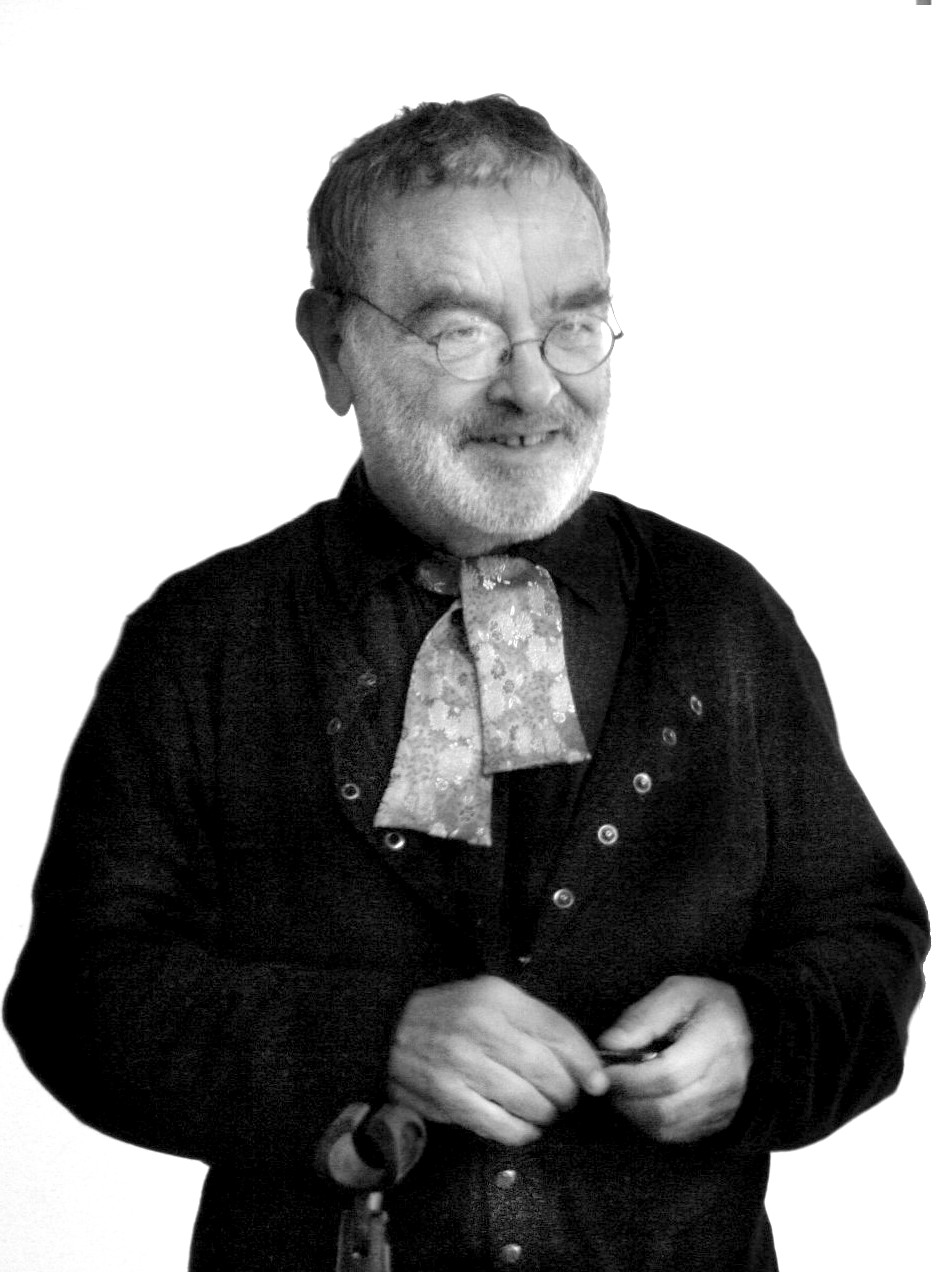
Fernando Arrabal

- Présenté comme un « livre panique », La Pierre de la folie, édité chez  Maelström, est une œuvre littéraire poétique du poète et  romancier franco-espagnol Fernando Arrabal[9]. Tout d'abord paru dans La Brèche, la dernière revue surréaliste dirigée par André Breton, le texte a été mis en scène à Marseille, par Jacqueline Gudin, Annie Savignat et Nicole Saignes. Le texte débute ainsi[10]:

« J’ai une bulle d’air. Je la sens très bien. Quand je suis triste, elle se fait plus lourde et parfois, quand je pleure, on dirait une goutte de mercure. La bulle d’air se promène de mon cerveau à mon cœur et de mon cœur à mon cerveau. »
- Le second tome de L'horloge à l'envers, d'Anne Pouget, édité chez Scrinéo en 2021, s'intitule La pierre de folie.
- Harriet et la pierre de folie, préfacé par Catherine Vanier, est un livre de la psychanalyse Ginette Michaud  publié aux Éditions Érès en 2024  (ISBN 978-2-74928-160-5)